# Lekine
Lekine est une tribu des îles Loyauté sur l'île d'Ouvéa, elle fait partie du district coutumier de Mouli. En 2019, elle compte 227 habitants ainsi que 255 membres de la tribu qui n'y résident pas.